# Sonya Dorman
Pour les articles homonymes, voir Dorman.
Sonya Dorman, née le 4 juin 1924 à New York et morte le 14 février 2005 à Taos au Nouveau-Mexique, est une poète et nouvelliste américaine.

## Carrière
L'un des poèmes de Sonya Dorman, Corruption of Metals, a reçu des honneurs au sein des cercles de la science-fiction par l'attribution du Rhysling Award (en) de la Science Fiction Poetry Association (en).
Son œuvre la plus connue en matière de science-fiction est le récit Quand j'étais Miss Dow (When I Was Miss Dow), qui a été repris et édité à plusieurs reprises dans diverses anthologies et qui a reçu un prix.
La notice biographique de Histoires de médecins (p. 438) indique aussi qu'elle entreprit des études d'agronomie et exerça diverses professions avant de se mettre à écrire, à près de 40 ans, des récits de science-fiction et de fantastique, dont les meilleurs se distinguent par leur causticité, leur touche de sinistre et leur humour.

## Œuvres

### Nouvelles
Liste non exhaustive.
- Quand j'étais Miss Dow, 1975 (When I was Miss Dow, 1966)
- Greffe de vie, 1983 (Splice of Life, 1966)
- Go, go, go, dit l'oiseau, 1975 (Go, Go, Go, Said the Bird, 1967)
- La Vie au bout, 1983 (The living end, 1970)